# Dallas Taylor (drummer)
Dallas Woodrow Taylor jr. (Denver, 7 april 1948 – Los Angeles, 18 januari 2015) was een Amerikaanse sessiedrummer die op verschillende rockplaten van de jaren zestig en zeventig gespeeld heeft. Zijn eerste succes genereerde hij met zijn jarenzestigband Clear Light, maar hij is het meest bekend als drummer van Crosby, Stills and Nash' debuutalbum, Crosby, Stills & Nash (1969) en het vervolg met Neil Young, Déjà Vu (1970), waarvoor zijn naam en die van Motown-bassist Greg Reeves prominent op de voorzijde prijken.
Verder drumde Taylor op Stephen Stills' eerste soloalbum uit 1970, eveneens Stephen Stills genaamd, en was hij de drummer voor Stills' band Manassas in 1972 en 1973. Hij speelde verder met onder andere Van Morrison tijdens het Montreux Jazz Festival van 1974 in een kwartet met toetsenist Pete Wingfield en bassist Jerome Rimson. Dit optreden werd in 2006 uitgebracht op de dvd Live at Montreux 1980/1974. Halverwege de jaren zeventig drumde hij ook nog voor de toerband van Paul Butterfield.
In 1970 speelde Taylor samen met John Densmore op de drumkruk bij The Doors. Zijn verdiensten worden door Jim Morrison gememoreerd op de cd The Doors Live at Felt Forum Second Show.
Dallas Taylor overleed op 18 januari 2015 op 66-jarige leeftijd aan de complicaties van een virale longontsteking en nierziekte.
- Bibliothèque nationale de France: cb14231937r (data)
- Gemeinsame Normdatei: 119254336
- International Standard Name Identifier: 0000 0000 8204 7152
- Library of Congress Control Number: n93116265
- MusicBrainz: 6c9a8dad-86ba-4c31-bb52-aca47a484dea
- Nationale Bibliotheek van Tsjechië: xx0163900
- Nederlandse Thesaurus van Auteursnamen: 165159030
- Istituto Centrale per il Catalogo Unico: UBOV754416
- Virtual International Authority File: 19892712
- WorldCat: E39PBJccgpf8VVtttMk4KGkkXd

David Crosby · Stephen Stills · Graham Nash · Neil Young